# SpaceX CRS-10
SpaceX CRS-10 eller SpX-10 var en obemannad flygning till Internationella rymdstationen med SpaceX:s rymdfarkost Dragon. Farkosten sköts upp med en Falcon 9-raket, från Kennedy Space Center LC-39A, den 19 februari 2017. Farkosten greppades av Canadarm2 den 23 februari och dockades med Harmonymodulen.
Farkosten kopplades loss från Harmonymodulen den 18 mars 2017 och släppte Canadarm2 den 19 mars 2017 och lämnade rymdstationen. Knappt sex timmar senare återinträdde den i jordens atmosfär och landade i Stilla havet utanför USA:s västkust.
Efter uppskjutningen lyckades SpaceX att landa bärraketens första steg, på Landing Zone 1, några kilometer från uppskjutningsplatsen.
Uppskjutningen var den första av en privat raket från LC-39A vid Kennedy Space Center.

## 18 februari
Vid ett försök att skjuta upp farkosten den 18 februari 2017 avbröts nedräkningen 13 sekunder före uppskjutningen på grund av ett problem i styrningen av raketens andra steg.

## Inflygning
Den 22 februari 2017 avbröt farkostens dator den pågående inflygningen mot rymdstationen. Dockningen sköts fram ungefär 24 timmar.